# 1965-ös maoista puccskísérlet Bulgáriában
Az 1965-ös maoista puccskísérlet a Bolgár Kommunista Párt és a Bolgár Néphadsereg keményvonalas tisztjeinek próbálkozása volt arra, hogy Todor Zsivkovot eltávolítsák a hatalomból. Áprilisban kiderült a puccs terve, ezért azt nem tudták végrehajtani.
1964 októberében Szófiában Ivan Todorov-Gorunja, volt második világháborús partizánparancsnok, a Bolgár Kommunista Párt Központi Bizottság tagja szervezkedésbe kezdett Todor Zsivkov hatalma ellen. A szervezkedésbe bevonta Colo Krasztev külügyminisztériumi osztályvezetőt, volt észak-koreai nagykövetet és Cvjatko Anev vezérőrnagyot, a Bolgár Hadsereg szófiai helyőrségének parancsnokát. Mindhárman túl kevéssé fontos pozíciókat foglaltak el ahhoz, hogy tényleg veszélyeztetni tudják Zsivkov hatalmát.
A csoport szerint a Bolgár Kommunista Párt letért a marxizmus–leninizmus útjáról és megadta magát az amerikai imperializmus előtt. Ezért új vezetésre van szükség, melynek példaképe a Kínai Kommunista Párt politikája kellene, hogy legyen. A csoport a Bolgár Kommunista Párt Központi Bizottsága egyik ülése folyamán tervezett akcióba lépni. Az akciót kívülről a bolgár katonaság szófiai egységei támogatták volna.
1965. április 8-án azonban Cvjatko Anev tábornokot letartóztatták. A hivatalos változat szerint, a hír hallatán Ivan Todorov-Gorunja öngyilkosságot követett el. Április 12-én a csoport többi tagját is letartóztatták, közülük kilencen 8–15 év közti szabadságvesztést, 192 személy pedig apróbb büntetést kapott.